# Lupinus concinnus
Lupinus concinnus là một loài thực vật có hoa trong họ Đậu. Loài này được J.Agardh miêu tả khoa học đầu tiên.

## Hình ảnh

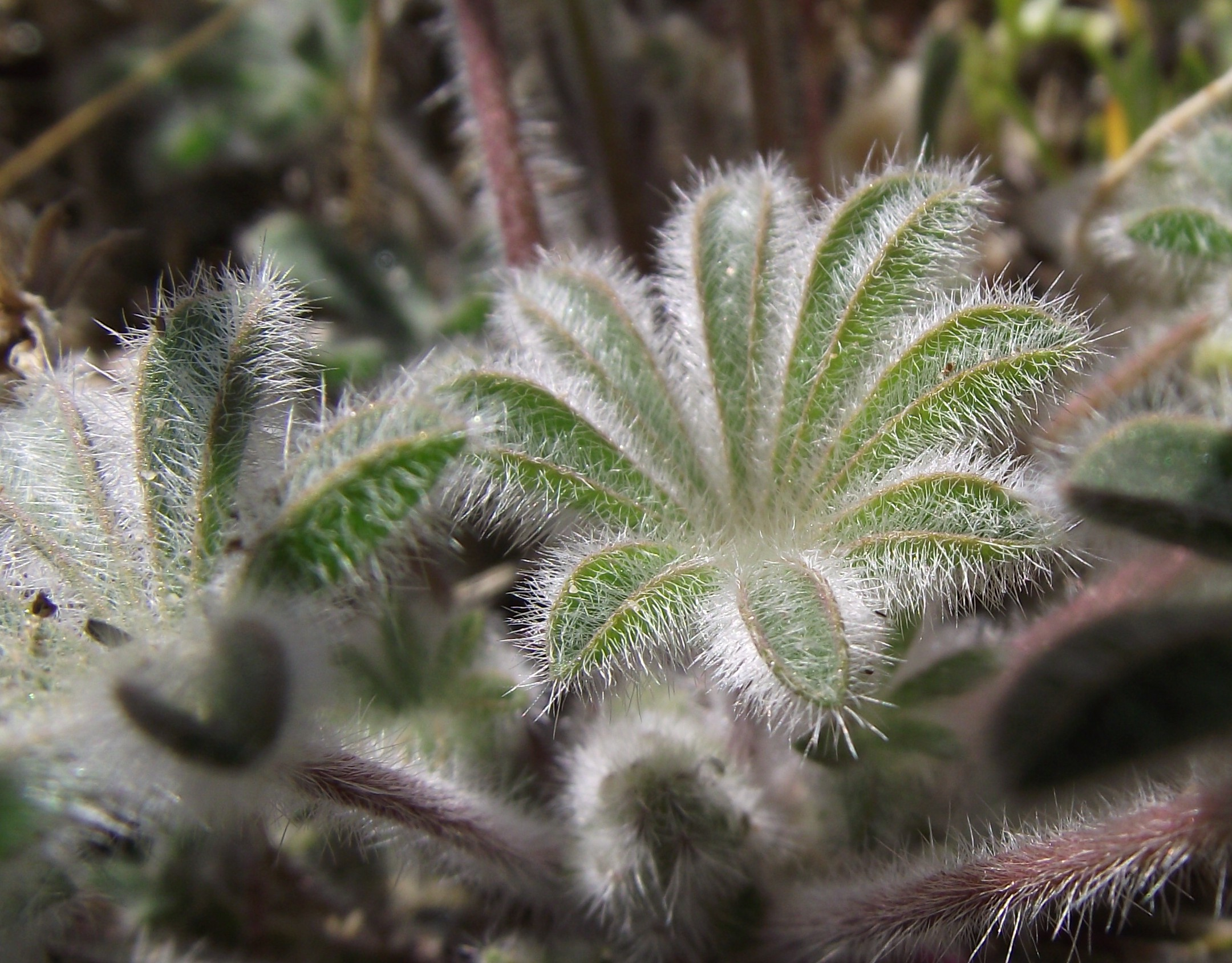